# Harald Reichert
Harald Reichert (* 1963 in Schweinfurt) ist ein deutscher Physiker und Wissenschaftsmanager im Bereich der Forschung mit Synchrotronstrahlung.

## Leben und Werdegang
Reichert wurde 1995 an der Ludwig-Maximilians-Universität München promoviert und erhielt dann eine Anstellung an der University of Houston in den Vereinigten Staaten mit einem Feodor-Lynen-Fellowship der Alexander-von-Humboldt-Stiftung, bevor er kurzzeitig an der Bergischen Universität Wuppertal arbeitete. Schließlich war er elf Jahre lang am Max-Planck-Institut für Metallforschung – dem heutigen Max-Planck-Institut für Intelligente Systeme – tätig. Während seiner Tätigkeit dort erhielt er von der Deutschen Physikalischen Gesellschaft im Jahr 2002 den Walter-Schottky-Preis.
Am 1. Januar 2009 wurde er Direktor der physikalischen Forschung an der europäischen Synchrotronstrahlungsquelle ESRF, einer multinationalen Großforschungseinrichtung in Grenoble. Diese Position hatte er 13 Jahre inne. Von Januar bis September 2022 war er bei ESRF verantwortlich für internationale Forschungs- und Innovationsprogramme.
Im Oktober 2022 wechselte er an das Deutsche Elektronen-Synchrotron (DESY) in Hamburg, wo er Leitender Wissenschaftler und Projektleiter für das Projekt PETRA IV, eine in Planung befindliche umfassende Modernisierung der Synchrotronstrahlungsquelle PETRA, wurde.

## Forschungsarbeiten
Harald Reichert ist ein führender Experte in der Anwendung moderner Röntgenmethoden auf festkörperphysikalische und materialwissenschaftliche Forschungsprobleme. Besonders bekannt wurde er für Untersuchungen flüssiger Schichten auf Festkörperoberflächen. Dabei beobachtete er unter anderem eine flüssige Wasserschicht auf SiO2 bei Temperaturen unterhalb der Schmelztemperatur von Eis sowie lokale Komplexe mit Ikosaeder-Struktur in flüssigem Blei. Reichert leistete auch wichtige Beiträge zur Entwicklung neuer Röntgenstreu-Methoden, so zum Beispiel eine Methode zur Untersuchung vergrabener Grenzflächen mit mikrofokussierten hochenergetischen Röntgenstrahlen. In seiner Position an der ESRF war er verantwortlich für ein umfangreiches Programm zur Erneuerung der Instrumentierung dort.